# Andreas Kriegenburg
Andreas Kriegenburg, född  15 november 1963 i Magdeburg, är en tysk teaterregissör.

## Biografi
Ursprungligen var Andreas Kriegenburg utbildad till snickare och arbetade som det på Maxim-Gorki-Theater i Magdeburg. 1984 fick han möjligheten att börja arbeta som regiassistent på Gerhart-Hauptmann-Theater i Zittau. 1987 bytte han arbetsplats till den större Kleist-Theater i Frankfurt an der Oder där han 1989 debuterade som regissör med August Strindbergs Fräulein Julie (Fröken Julie). 1991-1996 var han fast regissör vid Volksbühne i Berlin, 1997-1999 vid Niedersächsisches Staatstheater i Hannover och 1999-2001 vid Burgtheater i Wien. Sedan 2001 är han knuten till Thalia Theater i Hamburg samtidigt som han gästregisserat på flera andra ledande teatrar i Tyskland. Han har hela tiden växlat mellan att regissera klassiker och samtidsdramatik. 1995 regisserade han urpremiären på Dea Lohers Fremdes Haus på Staatstheater i Hannover och sedan dess har han regisserat de flesta urpremiärerna på hennes pjäser.
1991 bjöds hans uppsättning av Georg Büchners Woyzeck på Volksbühne i Berlin in till Berliner Theatertreffen. Sedan dess har han medverkat på Theatertreffen ytterligare sju gånger, senast 2008 med en dramatisering av Franz Kafkas Processen uppförd på Münchner Kammerspiele. Samma mycket uppmärksammade uppsättning var 2010 även inbjuden till Avignonfestivalen. Bland priser han tilldelats kan nämnas Nestroy-Theaterpreis 2005 och Deutscher Theaterpreis Der Faust 2008. 2016 mottog han det europeiska teaterpriset Premio Europa New Theatrical Realities.
2009 gästpselade Thalia Theater på Dramaten och Bergmanfestivalen med hans uppsättning av Ingmar Bergmans filmmanus Aus dem Leben der Marionetten (Ur marionetternas liv).